# Chonchi
Chonchi est une commune du Chili faisant partie de la province de Chiloé, elle-même rattachée à la région des Lacs.

## Géographie
La commune de Chonchi est située au sud du Chili dans l'île de Chiloé sur le côte faisant face à l'Océan Pacifique. Chonchi se trouve à 1 057 kilomètres à vol d'oiseau au sud de la capitale Santiago et à 146 kilomètres au sud-sud-ouest de Puerto Montt capitale de la Région des Lacs.

## Démographie
En 2012, la population de la commune s'élevait à 14 450 habitants. La superficie de la commune est de 1 362 km2 (densité de 11 hab./km²).

Position de Chonchi (en rouge) au sein de la Région des Lacs.